# Elecciones municipales de Mariscal Nieto de 2022
Las elecciones municipales de Mariscal Nieto de 2022 se llevaron a cabo el 2 de octubre de 2022 para elegir al alcalde y al Concejo Provincial de Mariscal Nieto para el periodo 2023-2026. La elección se celebró simultáneamente con elecciones regionales y municipales (provinciales y distritales) en todo el Perú.

## Sistema electoral
La Municipalidad Provincial de Mariscal Nieto es el órgano administrativo y de gobierno de la provincia de Mariscal Nieto. Está compuesta por el alcalde y el Concejo Provincial.
La votación del alcalde y el concejo se realiza en base al sufragio universal, que comprende a todos los ciudadanos nacionales mayores de dieciocho años, empadronados y residentes en la provincia de Mariscal Nieto y en pleno goce de sus derechos políticos, así como a los ciudadanos no nacionales residentes y empadronados en la provincia de Mariscal Nieto. No hay reelección inmediata de alcaldes.
El Concejo Provincial de Mariscal Nieto está compuesto por 9 regidores elegidos por sufragio directo para un período de cuatro (4) años, en forma conjunta con la elección del alcalde (quien lo preside). La votación es por lista cerrada y bloqueada. Se asigna a la lista ganadora los escaños según el método d'Hondt o la mitad más uno, lo que más le favorezca.

## Composición del Concejo Provincial de Mariscal Nieto
La siguiente tabla muestra la composición del Concejo Provincial de Mariscal Nieto antes de las elecciones.
| Partidos | Partidos               | Regidores |
| -------- | ---------------------- | --------- |
|          | Unión por el Perú      | 6         |
|          | Juntos por el Perú     | 1         |
|          | Acción Popular         | 1         |
|          | Peruanos Por el Kambio | 1         |

## Elecciones internas
Los partidos políticos realizaron la convocatoria a elecciones internas (15–22 de enero de 2022) para definir a los candidatos de sus organizaciones en listas cerradas y bloqueadas. Se sometieron a elección las candidaturas a:
- Alcaldía Provincial de Mariscal Nieto (1 candidatura).
- Concejo Provincial de Mariscal Nieto (9 candidaturas).
- Alcaldías distritales de Mariscal Nieto (6 candidaturas).
- Concejos distritales de Mariscal Nieto (30 candidaturas).

Existen dos modalidades para la organización de las elecciones internas:
- Modalidad de elección directa: con voto universal, libre, voluntario, igual, directo y secreto de los afiliados. Fue la modalidad utilizada por Alianza para el Progreso[5] y el Partido Morado.[6] Las elecciones se realizaron el 15 de mayo de 2022.
- Modalidad de delegados: a través de delegados previamente elegidos mediante voto universal, libre, voluntario, igual, directo y secreto de los afiliados. Fue la modalidad utilizada por Juntos por el Perú,[7] Nuestro Ilo - Moquegua - Sánchez Cerro,[8] Frente de la Esperanza[9] y Movimiento Político Regional Súmate al Cambio.[8] Las elecciones se realizaron el 22 de mayo de 2022.

## Partidos y candidatos
A continuación se muestra una lista de los principales partidos y alianzas electorales que participan en las elecciones:
| Candidatura | Candidatura | Partidos y alianzas                                        | Candidatos | Candidatos             | Ideología                                                          | Resultado previo | Resultado previo | Ref.   |
| Candidatura | Candidatura | Partidos y alianzas                                        | Candidatos | Candidatos             | Ideología                                                          | Votos (%)        | Reg.             | Ref.   |
| ----------- | ----------- | ---------------------------------------------------------- | ---------- | ---------------------- | ------------------------------------------------------------------ | ---------------- | ---------------- | ------ |
|             | JP          | Lista - Juntos por el Perú (JP)                            |            | Pedro Tito Calizaya    | Socialismo democrático Progresismo                                 | 16.66%           | 1                | [ 10 ] |
|             | APP         | Lista - Alianza para el Progreso (APP)                     |            | John Larry Coayla      | Liberalismo económico Conservadurismo liberal Populismo de derecha | Nuevo            | Nuevo            | [ 10 ] |
|             | PM          | Lista - Partido Morado (PM)                                |            | Sandra Gonzales Gómez  | Centrismo Republicanismo Progresismo                               | Nuevo            | Nuevo            | [ 10 ] |
|             | FE          | Lista - Frente de la Esperanza (FE)                        |            | Marcos Calizaya Pinto  | Reformismo                                                         | Nuevo            | Nuevo            | [ 10 ] |
|             | Nuestro     | Lista - Nuestro Ilo - Moquegua - Sánchez Cerro (Nuestro)   |            | Ray Quispe Cuayla      | Regionalismo moqueguano                                            | Nuevo            | Nuevo            | [ 10 ] |
|             | SC          | Lista - Movimiento Político Regional Súmate al Cambio (SC) |            | Karina Espinoza Quispe | Regionalismo moqueguano                                            | Nuevo            | Nuevo            | [ 10 ] |

## Sondeos de opinión
La siguiente tabla enumera las estimaciones de la intención de voto en orden cronológico inverso, mostrando las más recientes primero y utilizando las fechas en las que se realizó el trabajo de campo de la encuesta. Cuando se desconocen las fechas del trabajo de campo, se proporciona la fecha de publicación.
Leyenda:
     Sondeo realizado en el periodo de prohibición legal de la difusión de sondeos de intención de voto.

### Intención de voto
La siguiente tabla enumera las estimaciones ponderadas (sin incluir votos en blanco y nulos) de la intención de voto.
|                                |                |     |      |      |     |      |      |  |  |  |  |
| Elecciones municipales de 2022 | 2 oct 2022     | —   | 49.3 | 40.3 | 3.9 | 3.8  | 9.0  |  |  |  |  |
|                                |                |     |      |      |     |      |      |  |  |  |  |
| Ipsos Perú/América             | 2 oct 2022     | ?   | 49.7 | 38.0 | 4.6 | 4.5  | 11.7 |  |  |  |  |
| Ipsos Perú/América             | 2 oct 2022     | ?   | 43.6 | 42.3 | 5.6 | 4.8  | 1.3  |  |  |  |  |
| J&M Consultora/Radio Americana | 2 oct 2022     | 814 | 53.8 | 42.0 | 1.4 | 2.6  | 11.8 |  |  |  |  |
| Abba Consultores               | 22–24 sep 2022 | ?   | 48.7 | 41.6 | –   | 9.6  | 7.1  |  |  |  |  |
| CNI                            | 17–18 sep 2022 | ?   | 37.9 | 40.8 | –   | 4.0  | 2.9  |  |  |  |  |
| Abba Consultores               | 15–17 sep 2022 | ?   | 52.4 | 44.8 | –   | 2.8  | 7.6  |  |  |  |  |
| Data Market                    | 23–24 jul 2022 | ?   | 26.0 | 28.3 | –   | 9.2  | 2.3  |  |  |  |  |
| CNI                            | 22–24 jul 2022 | 956 | 26.0 | 26.0 | –   | 10.6 | —    |  |  |  |  |
| Data Market                    | 23–24 abr 2022 | 465 | 20.8 | 22.9 | –   | –    | 2.1  |  |  |  |  |
| CNI                            | 12–13 mar 2022 | 956 | 26.6 | 18.3 | –   | –    | 8.3  |  |  |  |  |
| CNI                            | 4–5 sep 2021   | 943 | 22.5 | 13.7 | –   | –    | 6.7  |  |  |  |  |

### Preferencias de voto
La siguiente tabla enumera las preferencias de voto en bruto (incluyendo blancos, viciados y sin respuesta) y no ponderadas.
|                                |                |     |      |      |     |     |      |      |     |  |  |
| Elecciones municipales de 2022 | 2 oct 2022     | —   | 42.0 | 34.1 | 3.4 | 3.2 | 14.7 | –    | 7.9 |  |  |
|                                |                |     |      |      |     |     |      |      |     |  |  |
| Abba Consultores               | 22–24 sep 2022 | ?   | 34.4 | 29.4 | –   | 6.8 | 8.4  | 21.1 | 5.0 |  |  |
| CNI                            | 17–18 sep 2022 | ?   | 32.8 | 35.3 | –   | 3.5 | –    | 13.5 | 2.5 |  |  |
| Abba Consultores               | 15–17 sep 2022 | ?   | 33.2 | 28.4 | –   | 1.9 | 11.4 | 25.3 | 4.8 |  |  |
| CNI                            | 22–24 jul 2022 | 956 | 23.8 | 23.8 | –   | 9.7 | –    | 8.4  | —   |  |  |
| CNI                            | 12–13 mar 2022 | 956 | 21.2 | 14.6 | –   | –   | –    | 20.4 | 6.6 |  |  |
| CNI                            | 4–5 sep 2021   | 943 | 12.5 | 7.6  | –   | –   | –    | 44.4 | 3.7 |  |  |

## Resultados

### Sumario general
|                        |                                                    |              |              |              |           |           |
| Partidos y coaliciones | Partidos y coaliciones                             | Voto popular | Voto popular | Voto popular | Regidores | Regidores |
| Partidos y coaliciones | Partidos y coaliciones                             | Votos        | %            | +/−          | Total     | +/−       |
|                        | Alianza para el Progreso (APP)                     | 25,076       | 49.26        | n/a          | 6         | +3        |
|                        | Juntos por el Perú (JP)                            | 20,378       | 40.03        | +23.37       | 3         | +2        |
|                        | Movimiento Político Regional Súmate al Cambio (SC) | 2,005        | 3.94         | Nuevo        | 0         | ±0        |
|                        | Frente de la Esperanza (FE)                        | 1,935        | 3.80         | Nuevo        | 0         | ±0        |
|                        | Nuestro Ilo - Moquegua - Sánchez Cerro (Nuestro)   | 793          | 1.56         | n/a          | 0         | ±0        |
|                        | Partido Morado (PM)                                | 716          | 1.41         | Nuevo        | 0         | ±0        |
|                        |                                                    |              |              |              |           |           |
| Total                  | Total                                              | 50,903       |              |              | 9         | ±0        |
|                        |                                                    |              |              |              |           |           |
| Votos válidos          | Votos válidos                                      | 50,903       | 85.27        | +3.80        |           |           |
| Votos en blanco        | Votos en blanco                                    | 4,805        | 8.05         | –0.49        |           |           |
| Votos nulos            | Votos nulos                                        | 3,990        | 6.68         | –3.32        |           |           |
| Votos emitidos         | Votos emitidos                                     | 59,698       | 81.18        | –3.45        |           |           |
| Abstenciones           | Abstenciones                                       | 13,837       | 18.82        | +3.45        |           |           |
| Votantes registrados   | Votantes registrados                               | 73,535       |              |              |           |           |
|                        |                                                    |              |              |              |           |           |
| Fuente:                |                                                    |              |              |              |           |           |

### Concejo Provincial de Mariscal Nieto
| Cargo                                 | Autoridad electa         | Partido político | Partido político         |
| ------------------------------------- | ------------------------ | ---------------- | ------------------------ |
| Alcalde Provincial de Mariscal Nieto  | John Larry Coayla        |                  | Alianza para el Progreso |
| Regidor Provincial de Mariscal Nieto  | Rudolf Gutiérrez Quispe  |                  | Alianza para el Progreso |
| Regidora Provincial de Mariscal Nieto | Rossmery Villegas Huamán |                  | Alianza para el Progreso |
| Regidor Provincial de Mariscal Nieto  | Ángel Machaca Turpo      |                  | Alianza para el Progreso |
| Regidor Provincial de Mariscal Nieto  | Nicolás Sáenz Pascual    |                  | Alianza para el Progreso |
| Regidora Provincial de Mariscal Nieto | Vilma Céspedes Vásquez   |                  | Alianza para el Progreso |
| Regidor Provincial de Mariscal Nieto  | Santiago Mamani Yucra    |                  | Alianza para el Progreso |
| Regidor Provincial de Mariscal Nieto  | Juan Alvarado Mamani     |                  | Juntos por el Perú       |
| Regidora Provincial de Mariscal Nieto | Sandra Espinoza Guerrero |                  | Juntos por el Perú       |
| Regidor Provincial de Mariscal Nieto  | Apolonio Vizcarra Ramos  |                  | Juntos por el Perú       |

## Elecciones municipales distritales

### Sumario general
| Partidos y coaliciones | Partidos y coaliciones                                               | Voto popular | Voto popular | Voto popular | Alcaldías | Alcaldías |
| Partidos y coaliciones | Partidos y coaliciones                                               | Votos        | %            | +/−          | Total     | +/−       |
| ---------------------- | -------------------------------------------------------------------- | ------------ | ------------ | ------------ | --------- | --------- |
|                        | Alianza para el Progreso (APP)                                       | 7,134        | 35.13        | +32.91       | 2         | +2        |
|                        | Perú Libre (PL)1                                                     | 3,072        | 15.13        | +14.04       | 2         | +2        |
|                        | Kausachun (Kausachun)                                                | 2,186        | 10.77        | n/a          | 1         | +1        |
|                        | Frente de Integración Regional Moquegua Emprendedora - FIRME (FIRME) | 2,033        | 10.01        | –22.02       | 1         | –1        |
|                        | Movimiento Político Regional Súmate al Cambio (SC)                   | 1,863        | 9.18         | Nuevo        | 0         | ±0        |
|                        | Juntos por el Perú (JP)                                              | 1,604        | 7.90         | Nuevo        | 0         | ±0        |
|                        | Podemos Perú (PP)                                                    | 1,429        | 7.04         | Nuevo        | 0         | ±0        |
|                        | Avanza País (AvP)                                                    | 908          | 4.47         | Nuevo        | 0         | ±0        |
|                        | Frente de la Esperanza (FE)                                          | 76           | 0.37         | Nuevo        | 0         | ±0        |
|                        |                                                                      |              |              |              |           |           |
| Total                  | Total                                                                | 20,305       |              |              | 6         | +1        |
|                        |                                                                      |              |              |              |           |           |
| Votos válidos          | Votos válidos                                                        | 20,305       | 87.97        | +5.93        |           |           |
| Votos en blanco        | Votos en blanco                                                      | 1,527        | 6.62         | –6.04        |           |           |
| Votos nulos            | Votos nulos                                                          | 1,249        | 5.41         | +0.10        |           |           |
| Votos emitidos         | Votos emitidos                                                       | 23,081       | 84.11        | +1.55        |           |           |
| Abstenciones           | Abstenciones                                                         | 4,360        | 15.89        | –1.55        |           |           |
| Votantes registrados   | Votantes registrados                                                 | 27,441       |              |              |           |           |
|                        |                                                                      |              |              |              |           |           |
| Fuente:                |                                                                      |              |              |              |           |           |

### Resultados por distrito
La siguiente tabla enumera el control de los distritos de la provincia de Mariscal Nieto. El cambio de mando de una organización política se resalta del color de ese partido.
| Distrito                 | Alcalde(sa) titular                                       | Partido político                                          | Partido político                                          | Alcalde(sa) electo(a)    | Partido político | Partido político         |
| ------------------------ | --------------------------------------------------------- | --------------------------------------------------------- | --------------------------------------------------------- | ------------------------ | ---------------- | ------------------------ |
| Carumas                  | Erly Córdova Falcón                                       |                                                           | Acción Popular                                            | Edgar Escobar Nina       |                  | Perú Libre               |
| Cuchumbaya               | Armando Romero Torres                                     |                                                           | Acción Popular                                            | Edwin Ventura Maquera    |                  | Alianza para el Progreso |
| Samegua                  | Alonso Aragón Calcín                                      |                                                           | Unión por el Perú                                         | Juan Eyzaguirre Barrios  |                  | Kausachun                |
| San Antonio              | Creación del distrito (Ley N° 31216, 14 de junio de 2021) | Creación del distrito (Ley N° 31216, 14 de junio de 2021) | Creación del distrito (Ley N° 31216, 14 de junio de 2021) | Santos Villegas Mamani   |                  | Alianza para el Progreso |
| San Cristóbal de Calacoa | Ubaldo Cuayla Taco                                        |                                                           | Moquegua Emprendedora                                     | Claudio Vizcarra Maquera |                  | Perú Libre               |
| Torata                   | Hernán Juárez Coayla                                      |                                                           | Moquegua Emprendedora                                     | Elvis Córdova Nina       |                  | Moquegua Emprendedora    |